# Myrmecophilus nebrascensis
Myrmecophilus nebrascensis is een rechtvleugelig insect uit de familie mierenkrekels (Myrmecophilidae). De wetenschappelijke naam van deze soort is voor het eerst geldig gepubliceerd in 1898 door Lugger.